# Ваша Святість
Ваша Святість — форма звертання та гоноратив деяких верховних релігійних лідерів. Титул використовується щодо Папи Римського, Вселенського православного патріарха, деяких православних та східних католицьких патріархів та Далай-лами.

## Історія
Його Святість (лат. Sanctitas) — офіційна форма згадування, яка традиційно використовується щодо Папи Римського та східних православних та католицьких патріархів. З початків християнства цей титул застосовувався до всіх єпископів, але з VII ст. став використовуватись лише до патріархів та деяких світських правителів. З XIV на Заході став застосовуватись лише до Папи Римського. 
В англійській мові згадування титулу Папи Римського іноді скорочується до абревіатури "HH" або "H.H." (His Holiness).
У православній церкві Вселенський Константинопольський патріарх має повний титул «Його Божественна Всесвятість Архієпископ Константинополя – Нового Риму і Вселенський Патріарх» або «Його Всесвятість» (абревіатура «HAH»).
Також це звернення використовується до деяких православних патріархів, східних католицьких патріархів, а також до глав інших християнських церков (дохалкедонських). 
- Болгарський Патріарх має титул: «Його Святість Патріарх Болгарський і Митрополит Софійський»;
- Грузинський Патріарх: «Святійший і Блаженнійший Католікос-Патріарх всієї Грузії, Архієпископ Мцхети і Тбілісі, Митрополит Бічвінтський і Цхум-Абхазький»;
- Російський Патріарх: «Його Святість Патріарх Московський і всієї Русі (Росії)»;
- Сербський Патріарх: «Його Святість Архієпископ Печський, Митрополит Белградо-Карловацький і Патріарх Сербський».

Також титулом Ваша Святість іменують Далай-ламу та деяких інших керівників нехристянських церков.

## Деякі представники

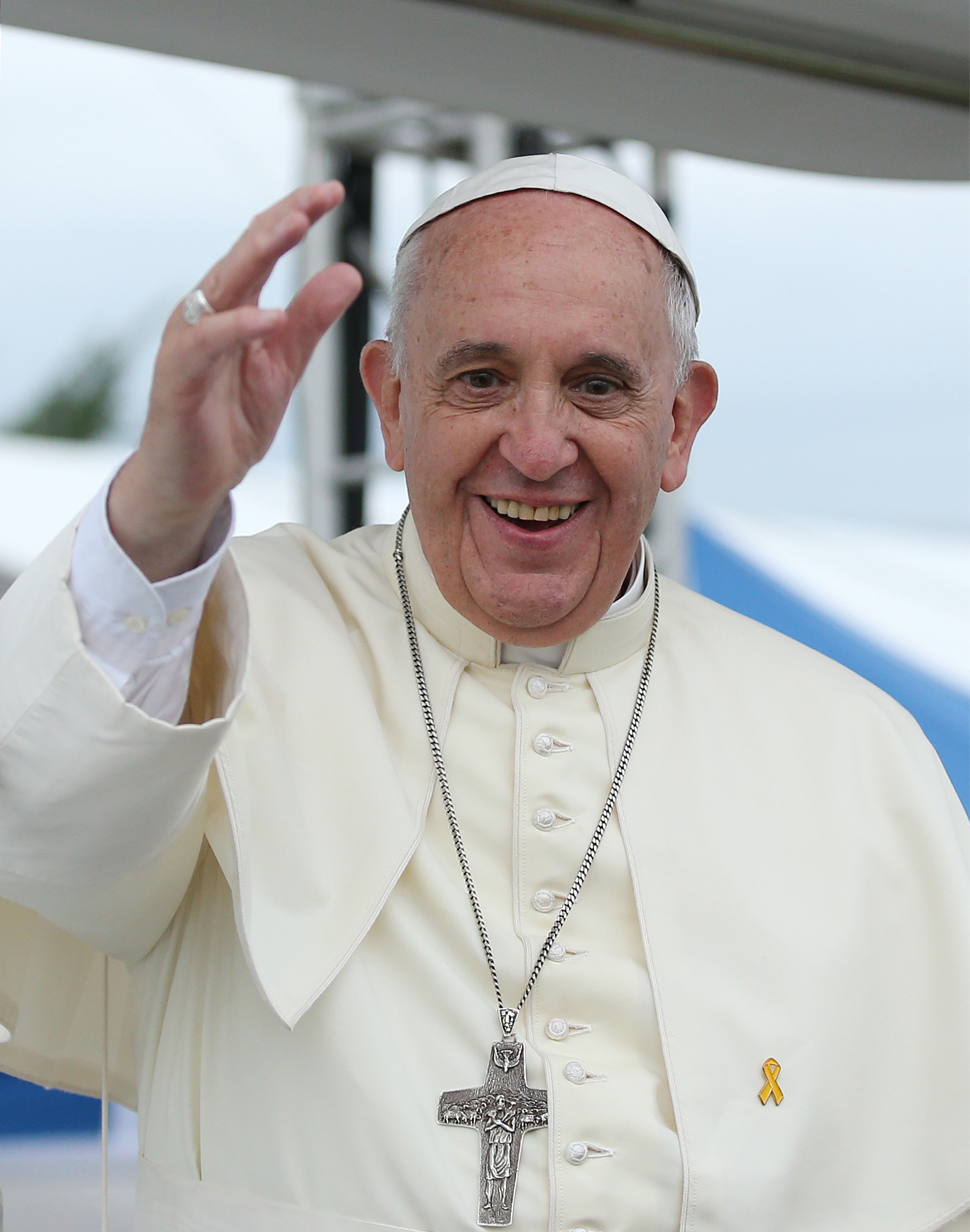
Його Святість Папа Франциск
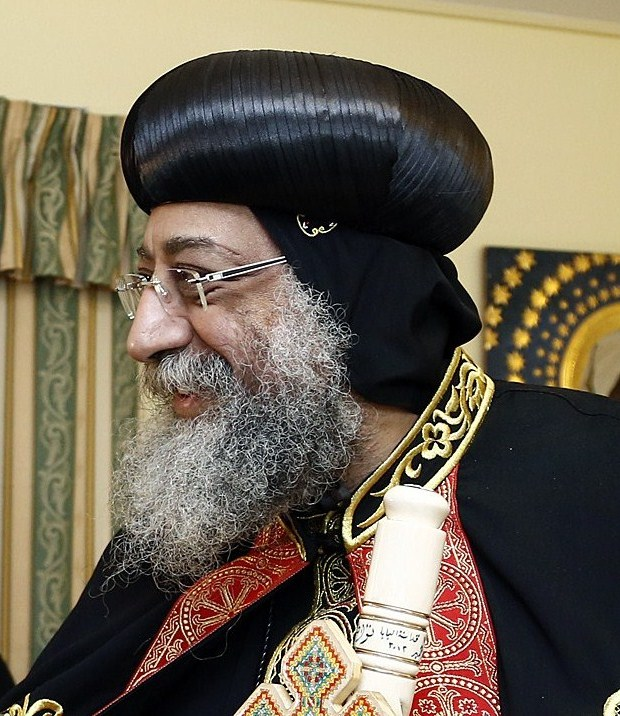
Його Святість Папа Федір (Тавадрос) ІІ, очільник Коптської Православної церкви
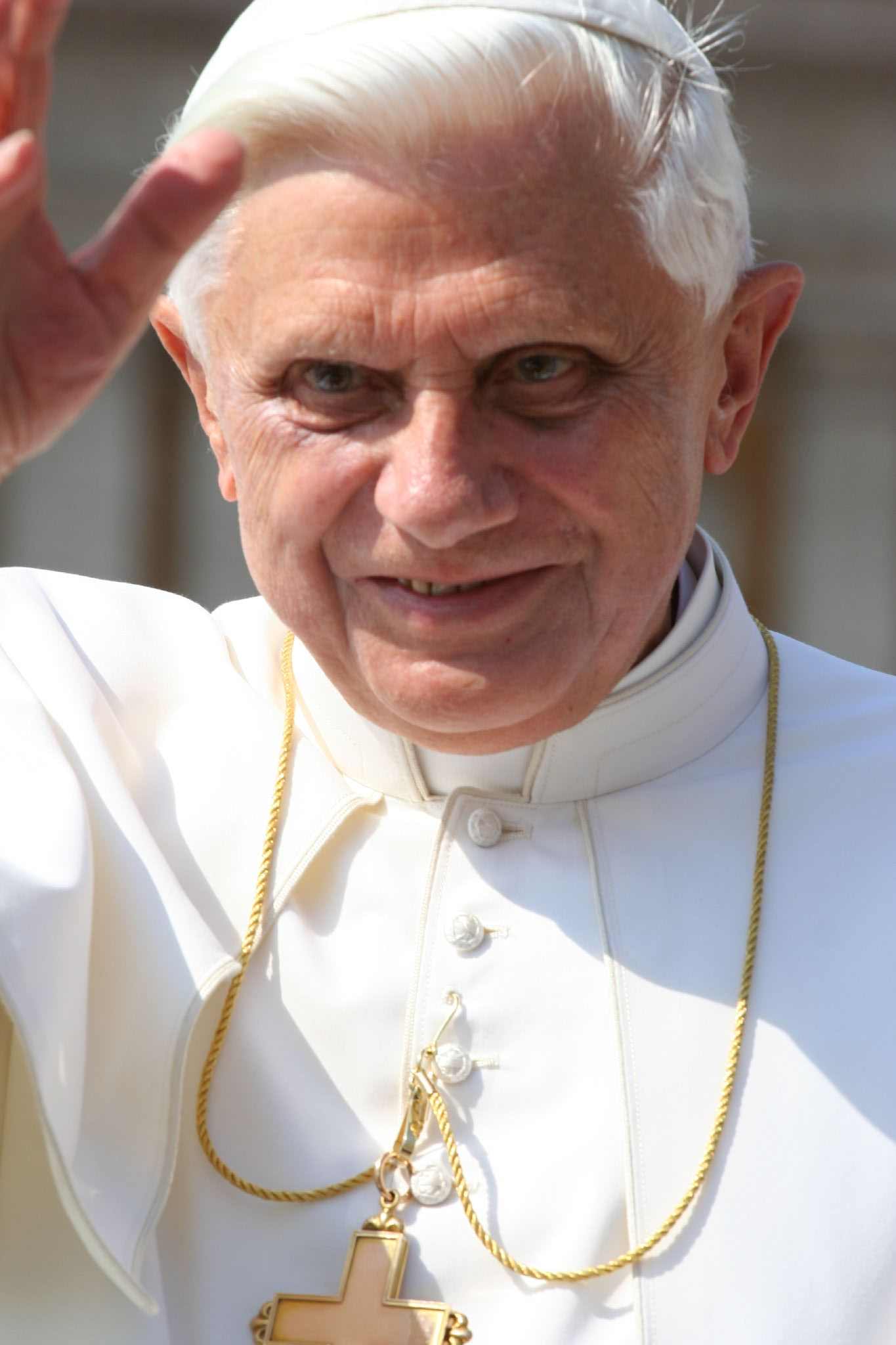
Його Святість Папа Бенедикт XVI.
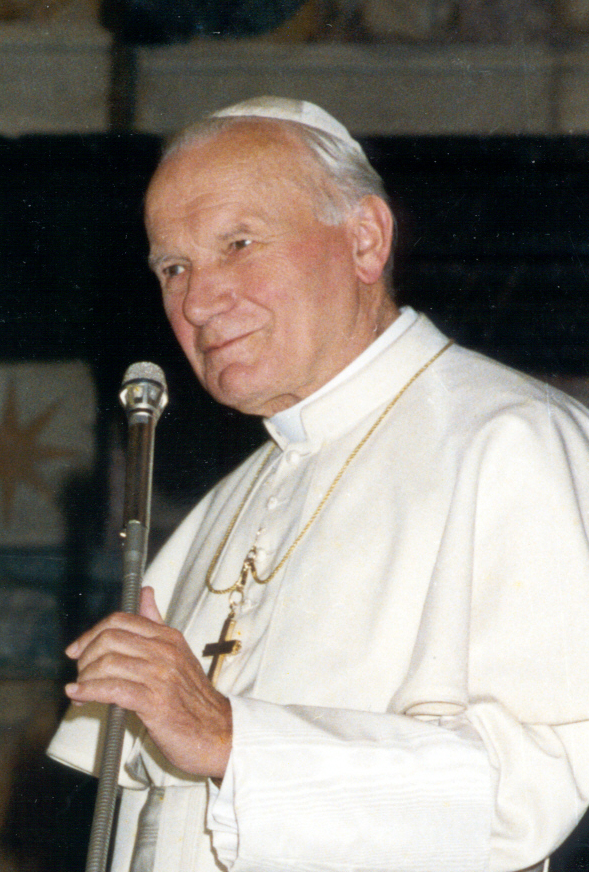
Його Святість Папа Іван-Павло ІІ.
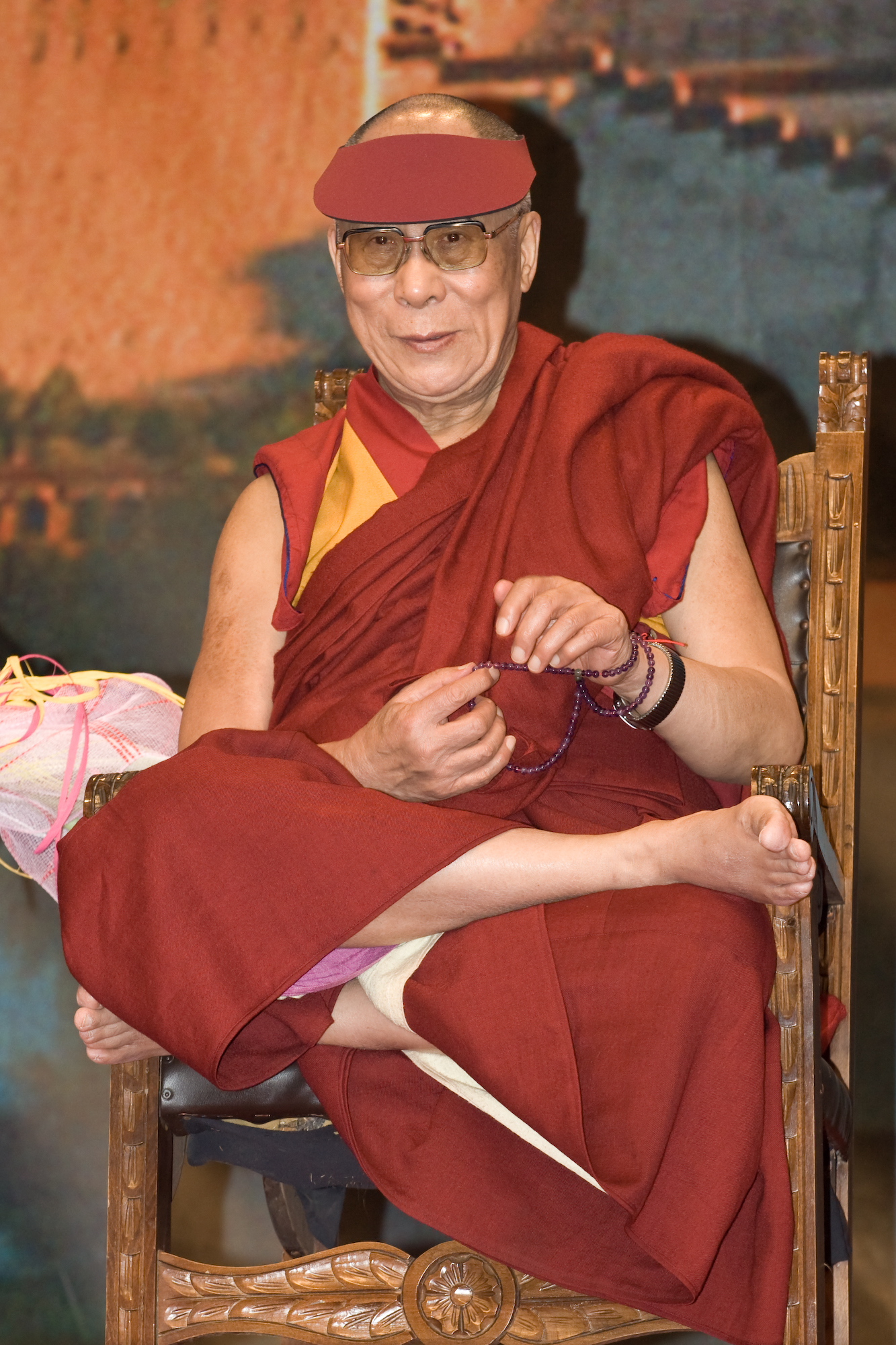
Його Святість Далай-Лама.
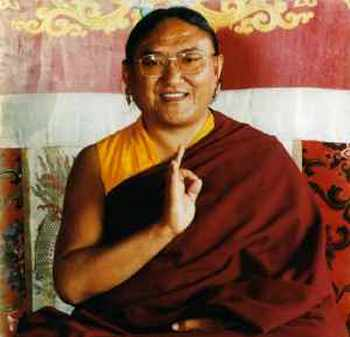
Його Святість Сак'я Тридзін.